# Tytus Andronikus (film)
Tytus Andronikus (ang. Titus) – amerykańsko-brytyjsko-włoski dramat filmowy z 1999 roku w reżyserii Julie Taymor. Fabuła obrazu oparta została na sztuce Williama Shakespeare’a o tym samym tytule.

## Fabuła
Akcja filmu rozgrywa się w Rzymie, jednak niejednoznacznie antycznym – Taymor przeplata XX wiek ze starożytnością.

## Krytyka
Zygmunt Kałużyński wskazał, że jego zdaniem jest to spektakl monumentalny, lecz od pierwszej do ostatniej chwili sztuczny, nienależący do określonego wieku, możliwy w każdym: kulturalnie uniwersalny. Jego zdaniem, mimo kręcenia scen w autentycznym Koloseum, uzyskano efekt wszędzie i zawsze, do czego przyczyniło się głównie nie wiadomo skąd pochodzące oświetlenie, oniryczne, odbierające zabytkowi realność.

## Obsada
- Anthony Hopkins – Tytus Andronikus
- Jessica Lange – Tamora
- Alan Cumming – Saturnin
- Laura Fraser – Lawinia
- Jonathan Rhys Meyers – Chiron
- Raz Degan – Alarbus

## Produkcja
Zdjęcia kręcono w Rzymie i w Puli (amfiteatr).